# Instituto de Memoria Histórica de Estonia
El Instituto de Memoria Histórica de Estonia (en estonio: Eesti Mälu Instituut) es una organización internacional con el objetivo de investigar los crímenes internacionales y las violaciones de los derechos humanos cometidos por regímenes totalitarios, investigar las ideologías totalitarias que crearon dichos regímenes e informar al público en general sobre los resultados de la investigación[cita requerida]. Tanto en Estonia como a nivel internacional. Con los resultados de sus investigaciones y la sensibilización sobre los regímenes e ideologías hostiles del pasado y los crímenes internacionales y las violaciones de los derechos humanos que cometieron, la fundación ayuda a adoptar una postura contra los regímenes totalitarios también en el siglo XXI.
El establecimiento del Instituto fue iniciado por el presidente estonio Toomas Hendrik Ilves en 2008. El Instituto fue establecido por Leon Glikman, Rein Kilk, Jaan Manitski, Tiit Sepp, Hannes Tamjärv e Indrek Teder. El objetivo del Instituto se estableció para brindar a los ciudadanos estonios una visión global y objetiva del estado de los derechos humanos en Estonia durante la ocupación soviética.
En su estructura, el Instituto de Memoria Histórica de Estonia era similar a la Comisión Internacional de Estonia para la Investigación de Crímenes de Lesa Humanidad (Inimsusvastaste kuritegude Uurimise Eesti Rahvusvaheline Komisjon), fundada por el presidente Lennart Meri en 1998, que investigó los crímenes de lesa humanidad cometidos en Estonia durante las ocupaciones alemanas y soviéticas basadas en las definiciones de genocidio, crímenes de lesa humanidad y crímenes de guerra del Estatuto de Roma de 1998 de la Corte Penal Internacional. El Instituto Estonia de Memoria Histórica sobrepasa los marcos establecidos en la investigación de la Comisión Internacional de Estonia para la Investigación de Crímenes de Lesa Humanidad y también recopila datos sobre las violaciones de derechos humanos cometidas durante la ocupación soviética que no son crímenes de lesa humanidad por definición legal.[cita requerida] Por esta razón, el Instituto de Memoria Histórica de Estonia seleccionó la Declaración Universal de Derechos Humanos adoptada por las Naciones Unidas en 1948 como base legal para su investigación histórica.
El Instituto ha investigado en detalle la vida durante la época soviética y también ha apoyado la recopilación de recuerdos para definir con precisión y sin prejuicios ideológicos cómo y en qué medida se violaron los derechos humanos en Estonia. También es responsabilidad del Instituto ayudar a los ciudadanos estonios a comprender mejor lo que ellos mismos o sus padres y abuelos tuvieron que soportar durante la ocupación soviética.
En 2017, el Instituto se fusionó con la Fundación Unitas en una nueva organización que combina la investigación académica sobre regímenes antihumanos (anteriormente a cargo del Instituto de Memoria Histórica de Estonia) con la sensibilización (anteriormente a cargo de la Fundación Unitas). La nueva organización continúa con el nombre de Instituto de Memoria Histórica de Estonia.